# Nils Gustaf Palin
Nils Gustaf Palin, född 15 augusti 1765, död 18 mars 1842 i Rom (mördad), var en svensk diplomat och egyptolog.

## Biografi
Palin inträdde i Kungliga kansliet 1783 och följde med Gustav III på hans italienska resa. År 1787 företog Palin en längre resa genom Europa. Han blev sedermera legationssekreterare i Madrid och i Wien (1795). När han återkallades 1796 utnämndes han till andre sekreterare i Utrikeskabinettet och senare samma år, efter att ha följt med Gustav IV Adolf och hertig Karl på deras resa till Sankt Petersburg, blev han legationssekreterare i Konstantinopel. 
Åren 1801–1805 var han chargé d'affaires i Dresden, 1805–1814 i Konstantinopel, där han också utnämndes till ministerpresident och adlades (hans ätt 2 237 utgick på svärdssidan 1885). Palin företog under tiden resor i Mindre Asien, Grekland och Egypten, och färdades två gånger ända ner till Nilkatarakterna. År 1824 erhöll han på begäran avsked, vistades någon tid i Sverige, men bosatte sig omkring 1830 i Rom, där han levde forskarens och samlarens lugna liv, tills han i mars 1842 mördades av en rånare i sin paviljong vid Villa Malta i Rom. Mördaren var en lösgiven fästningsfånge, som för dådet blev halshuggen.
Nils Gustaf Palin har gjort sig bekant genom sina skrifter om hieroglyferna Lettres sur les hiéroglyphes (1802), Essai sur les hiéroglyphes (1804), Analyse de l'inscription du monument trouvé à Rosette (1804), De l'étude des hiéroglyphes (1812) med flera. Dessa skrifter är okritiska och osystematiska, men ådrog sig på sin tid stor uppmärksamhet. Numera har de ett historiskt värde som minnen av ett bland de första, men misslyckade, försöken att tolka Egyptens bildskrift.